# 茜子
茜子（あかねこ、1998年1月6日 - ）は、日本の女性ファッションモデル、元グラビアモデル。
愛知県出身。旧芸名は遠山 茜子（とおやま あかね）。

## 略歴
2015年の夏に母親と東京に遊びに上京した際、渋谷にてスカウトされ、元々モデルをやりたかったということからその場で所属を決意し、その足でそのまま事務所（プラチナムプロダクション）に行って契約し、「遠山茜子」として活動を始めた。2016年高校卒業とともに上京すると、『週刊プレイボーイ』（集英社）が開催した「ギャルオーディション2016」にエントリーし、グランプリを獲得、“No.1ギャル"として注目される。同年には講談社主催の『ミスiD2017』にもエントリーされたが、受賞は逃している。
その後『週刊ヤングジャンプ』（集英社）にグラビアが掲載され、その姿が『JELLY』（ぶんか社）編集長の目に留まり、2017年2月号（2016年12月16日発売）よりJELLY専属モデルに。
2017年1月3日に放送された、新春ドラマ『君に捧げるエンブレム』（フジテレビ）にて女優デビュー。その後も『一夜づけ』（テレビ東京）にて助手役でレギュラー、同『ポチっと発明 ピカちんキット』のバラエティパートでギャル子役として出演。
2019年7月に芸名を「遠山茜子」から自身のあだ名でもある「茜子」（あかねこ）に改名した。。
2021年5月、プラチナムプロダクションを退所しフリーとなった。

## 人物
- 姉と兄がいる[9]。
- 2022年10月1日に結婚[10]。2023年1月24日に第1子男児[11]、2024年4月28日に第2子女児を出産した[12]。

## 出演

### 雑誌
- 週刊プレイボーイ（集英社）
- 週刊ヤングジャンプ（集英社　表紙掲載あり）
- ヤングキング（少年画報社　表紙掲載あり）
- アツ姫（表紙掲載あり）
- GooBike（プロトコーポレーション　表紙掲載あり）
- 月刊サイゾー（株式会社サイゾー）
- CircusMax（KKベストセラーズ）
- FLASH（光文社）
- FRIDAY（講談社）

### テレビ
- 一夜づけ（テレビ東京） - 助手役。レギュラー。
- ポチっと発明 ピカちんキット（テレビ東京） - ギャル子役。準レギュラー。
- NEO決戦バラエティ キングちゃん（テレビ東京）
- つば九郎タイムス（フジテレビONE TWO NEXT）
- 陸海空 こんなところでヤバいバル（2019年4月15日 - 5月27日、テレビ朝日、AbemaTV）
- テレビ千鳥（2019年6月11日、2020年1月6日、テレビ朝日）「プラチナムガールとして八鍬有紗と共演」。
- LINEの答えあわせ〜男と女の勘違い〜（2020年2月2日 - 、読売テレビ・bilibili・カルチュア・エンタテインメント・電通・ROBOT） - エビージョ役。

### インターネットテレビ
- イマっぽTV（AbemaTV）
- お願い!ランキング（AbemaTV）
- 邪道だらけの夜の大運動会2018（2018年4月30日 - 5月1日、AbemaTV AbemaSPECIAL2）
- 恋んトス シーズン10（Paravi）

### CM
- 株式会社ミクシィ『モンスターストライク』ギャル篇

### ファッションショー
- GirlsAward
- 東京ストリートコレクション
- 札幌コレクション